# Dmytro Koebrjak
Dmytro Volodymyrovytsj Koebrjak (Oekraïens: Дмитро Володимирович Кубряк; Odessa, 12 oktober 1988) is een Oekraïens voetbalscheidsrechter. Hij is in dienst van FIFA en UEFA sinds 2024. Ook leidt hij sinds 2023 wedstrijden in het Premjer Liha.
Op 4 juni 2023 leidde Koebrjak zijn eerste wedstrijd in de Oekraïense nationale competitie. Tijdens het duel tussen Kolos Kovalivka en FK Lviv (1–0) trok de leidsman zevenmaal de gele kaart, waarvan twee aan dezelfde speler. In Europees verband debuteerde hij op 11 juli 2024 tijdens een wedstrijd tussen Kalev Tallinn en FC Urartu in de eerste voorronde van de UEFA Conference League; het eindigde in 1–2 en Koebrjak trok viermaal een gele kaart. Zijn eerste interland floot hij op 10 september 2024, toen Moldavië met 1–0 won van San Marino. Tijdens deze wedstrijd toonde Koebrjak vijfmaal zijn gele kaart.

## Interlands
| Datum             | Plaats             | Wedstrijd             | Uitslag | Competitie        | Kreeg geel | Kreeg voor de tweede keer geel en dus rood | Weggestuurd |
| ----------------- | ------------------ | --------------------- | ------- | ----------------- | ---------- | ------------------------------------------ | ----------- |
| 10 september 2024 | Chișinău, Moldavië | Moldavië – San Marino | 1 – 0   | Vriendschappelijk | 5          | 0                                          | 0           |

Laatst bijgewerkt op 18 september 2024.